# ハッサーン・タムバクティ
ハッサーン・タムバクティ（アラビア語: حسان تمبكتي、Hassan Tambakti, 1999年2月9日 - ）は、サウジアラビア出身のサッカー選手。サウジ・プロフェッショナルリーグ・アル・ヒラル所属。サウジアラビア代表。ポジションはディフェンダー。

## 来歴
アル・シャバブのアカデミー出身で、2018年5月31日にクラブとプロ契約を結んだ。
2019年2月5日、1年間の契約延長にサインした。
2019年1月2日、キングスカップのアル・サヘルSC戦でトップチームデビューを果たした。同年8月31日、アル・ワフダに期限付き移籍をした。アル・ワフダでは2019年9月27日のファティフSC戦でデビューした。 アル・ワフダで8試合に出場した後、シーズン終了後にアルシャバブに復帰した。

## 代表歴

### 出場大会
- サウジアラビア代表
  - 2022 FIFAワールドカップ

### 試合数
- 国際Aマッチ 26試合 0得点（2019年-）[5]

| サウジアラビア代表 | 国際Aマッチ | 国際Aマッチ |
| 年                 | 出場        | 得点        |
| ------------------ | ----------- | ----------- |
| 2019               | 6           | 0           |
| 2020               | 1           | 0           |
| 2021               | 4           | 0           |
| 2022               | 10          | 0           |
| 2023               | 5           | 0           |
| 2024               |             |             |
| 通算               | 26          | 0           |

## タイトル

### 代表
U-20サウジアラビア代表
- AFC U-19選手権：2018

U-23サウジアラビア代表
- AFC U23アジアカップ：2022